# Svartabborrtjärnen (Råneå socken, Norrbotten, 735263-177943)
Svartabborrtjärnen är en sjö i Luleå kommun i Norrbotten och ingår i Råneälvens huvudavrinningsområde. Sjön har en area på 0,0579 kvadratkilometer och ligger 141,2 meter över havet.

## Delavrinningsområde
Svartabborrtjärnen ingår i det delavrinningsområde (735135-177892) som SMHI kallar för Ovan Kvarnbäcken. Medelhöjden är 131 meter över havet och ytan är 36,77 kvadratkilometer. Det finns inga avrinningsområden uppströms utan avrinningsområdet är högsta punkten. Kvarnån (Forsträskbäcken) som avvattnar avrinningsområdet har biflödesordning 2, vilket innebär att vattnet flödar genom totalt 2 vattendrag innan det når havet efter 42 kilometer. Avrinningsområdet består mestadels av skog (77 procent). Avrinningsområdet har 0,95 kvadratkilometer vattenytor vilket ger det en sjöprocent på 2,6 procent.